# Máximo Gómez
Máximo Gómez y Báez, kubanski general, * 18. november 1836, Baní, Provinca Peravia, Dominikanska republika, † 17. junij 1905, Havana, Kuba. 
Gómez je bil generalmajor kubanskih sil med Desetletno vojno (1868–1878) in vojaški poveljnik Kube med njeno Vojno za neodvisnost (1895–1898).

## Mladost in menjave pripadnosti
Že kot najstnik se je med vdorom haitijskih čet pod vodstvom Faustina Soulouqueja udeležil več bitk. Nato se je na Vojaški akademiji v Zaragozi izuril za častnika in se pridružil španski vojski. Sprva se je kot konjeniški častnik pod špansko zastavo boril v Obnovitveni vojni (1861-1865). Po porazu Špancev je leta 1865 po ukazu kraljice Izabele II. osramočen iz Dominikanske republike prebegnil v Kubo. Pridružil se mu je še precejšen del preostalih podpornikov priključitvenega gibanja.